# Atlapetes schistaceus
El atlapetes pizarroso (Atlapetes schistaceus), también denominado gorrión montés pizarra, matorralero pizarroso y saltón de sombrero de pelo, es una especie de ave paseriforme de la familia Passerellidae que habita en el noroeste de Sudamérica. 

## Distribución y hábitat
Se encuentra en los bosques húmedos andinos desde el oeste de Venezuela hasta el Perú, pasando por Colombia y Ecuador.

## Taxonomía
Fue descrito científicamente por el ornitólogo francés Auguste Boissonneau en 1840. La población disjunta del interior del Perú a veces se ha considerado una especie separada (A. taczanowskii). Además, en el pasado se consideró que el atlapeste de Cuzco del sureste del Perú era una subespecie de atlapeste pizarroso.

### Subespecies
Se reconocen las siguientes:
- A. s. fumidus Wetmore & Phelps Jr, 1953 - Perijá (norte de Colombia y noroeste de Venezuela)
- A. s. castaneifrons (Sclater, PL & Salvin, 1875) - Andes del noroeste de Venezuela
- A. s. tamae Cory, 1913 - sudoeste de Táchira (noroeste de Venezuela) y norte de Colombia
- A. s. schistaceus (Boissonneau, 1840) - centro de Colombia hasta Ecuador
- A. s. taczanowskii (Sclater, PL & Salvin, 1875) - centro del Perú.